# Friedrich August Reissiger

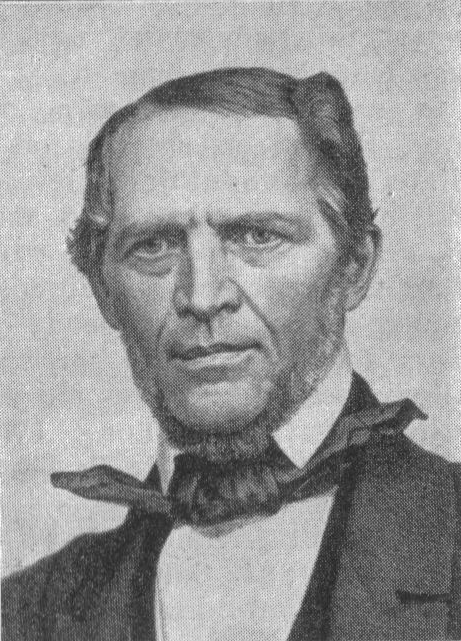
Litografi av dansken C. Simonsen

Friedrich August Reissiger, född 26 juli 1809, död 2 mars 1883, var en tyskfödd norsk tonsättare, organist och militär musikdirektör. Han är representerad med två verk i Frälsningsarméns sångbok 1990. Han var bror till Carl Gottlieb Reissiger.

## Verk
- Requiem i Anledning af Kung Karl Johans död 1844
- Olav Tryggvason (1864), text: Bjørnstjerne Bjørnson, för manskör a cappella
- Stige högt mot himlen
- Till strid för Gud vi glatt framtågar